# Quercus persica
Quercus persica är en växt i eksläktet som förekommer i västra Asien. Populationen infogades en längre tid som synonym i Quercus brantii.
Quercus persica är ett lövfällande träd som blir upp till 10 meter högt. Det bildar skogar med andra ekar och sällan finns skogar utan andra arter av eksläktet. Vanligen står flera exemplar nära varandra och enskilda träd finns sällan. Barken har en grå färg och de stora bladen är ofta äggformiga utan inbuktningar, som egentligen är typiska för ekar. Artens ekollon sitter i en hårig kapsel. Förökningen sker främst genom utskott från rötterna eller stammen.
Denna ek har flera från varandra skilda populationer i norra Irak och västra Iran. Den hittas i kulliga regioner och bergstrakter mellan 300 och 1700 meter över havet. Troligtvis ingår arten liksom Quercus brantii i öppna skogar som liknar parklandskap.
Intensivt bruk för byggnadsverk, för produktionen av träkol och som medicinalväxt minskar beståndet. Alla kända revir tillsammans är 56 km² stora. IUCN listar arten som nära hotad (NT). Flera exemplar skadas av betesdjur.